# Erynnis
Genre
Erynnis est un genre de lépidoptères (papillons) de la famille des Hesperiidae et de la sous-famille des Pyrginae.

## Liste des espèces et distributions géographiques
Le genre Erynnis comporte 24 espèces, présentes en Eurasie ou en Amérique, et sa diversité est maximale en Amérique du Nord :
- Erynnis montanus (Bremer, 1861) — en Extrême-Orient.
- Erynnis popoviana (Nordmann, 1851) — en Extrême-Orient.
- Erynnis pathan Evans, 1949 — en Asie centrale.
- Erynnis pelias (Leech, 1891) — en Chine.
- Erynnis tages (Linnaeus, 1758) — le Point-de-Hongrie — répandu en Eurasie.
- Erynnis marloyi (Boisduval, [1834]) — l'Hespérie ottomane — des Balkans au Moyen-Orient.
- Erynnis brizo (Boisduval & Le Conte, [1834]) — en Amérique du Nord.
- Erynnis icelus (Scudder & Burgess, 1870) — en Amérique du Nord.
- Erynnis mercurius (Dyar, 1926) — au Mexique.
- Erynnis afranius (Lintner, 1878) — en Amérique du Nord.
- Erynnis funeralis (Scudder & Burgess, 1870) — de l'Amérique du Nord et à l'Amérique du Sud.
- Erynnis horatius (Scudder & Burgess, 1870) — en Amérique du Nord.
- Erynnis juvenalis (Fabricius, 1793) — en Amérique du Nord.
- Erynnis martialis (Scudder, 1869) — l'Hespérie tachetée — en Amérique du Nord.
- Erynnis meridianus Bell, 1927 — en Amérique du Nord.
- Erynnis pacuvius (Lintner, 1878) — dans l'Ouest de l'Amérique du Nord.
- Erynnis propertius (Scudder & Burgess, 1870) — dans l'Ouest de l'Amérique du Nord.
- Erynnis scudderi (Skinner, 1914) — dans le Sud de l'Amérique du Nord.
- Erynnis telemachus Burns, 1960 — en Amérique du Nord.
- Erynnis tristis (Boisduval, 1852) — du Sud de l'Amérique du Nord au Nord de l'Amérique du Sud.
- Erynnis zarucco (Lucas, 1857) — dans le Sud-Est des États-Unis et aux Antilles.
- Erynnis lucilius (Scudder & Burgess, 1870) — dans le Nord-Est de l'Amérique du Nord.
- Erynnis baptisiae (Forbes, 1936) — dans l'Est de l'Amérique du Nord.
- Erynnis persius (Scudder, 1863) — en Amérique du Nord.

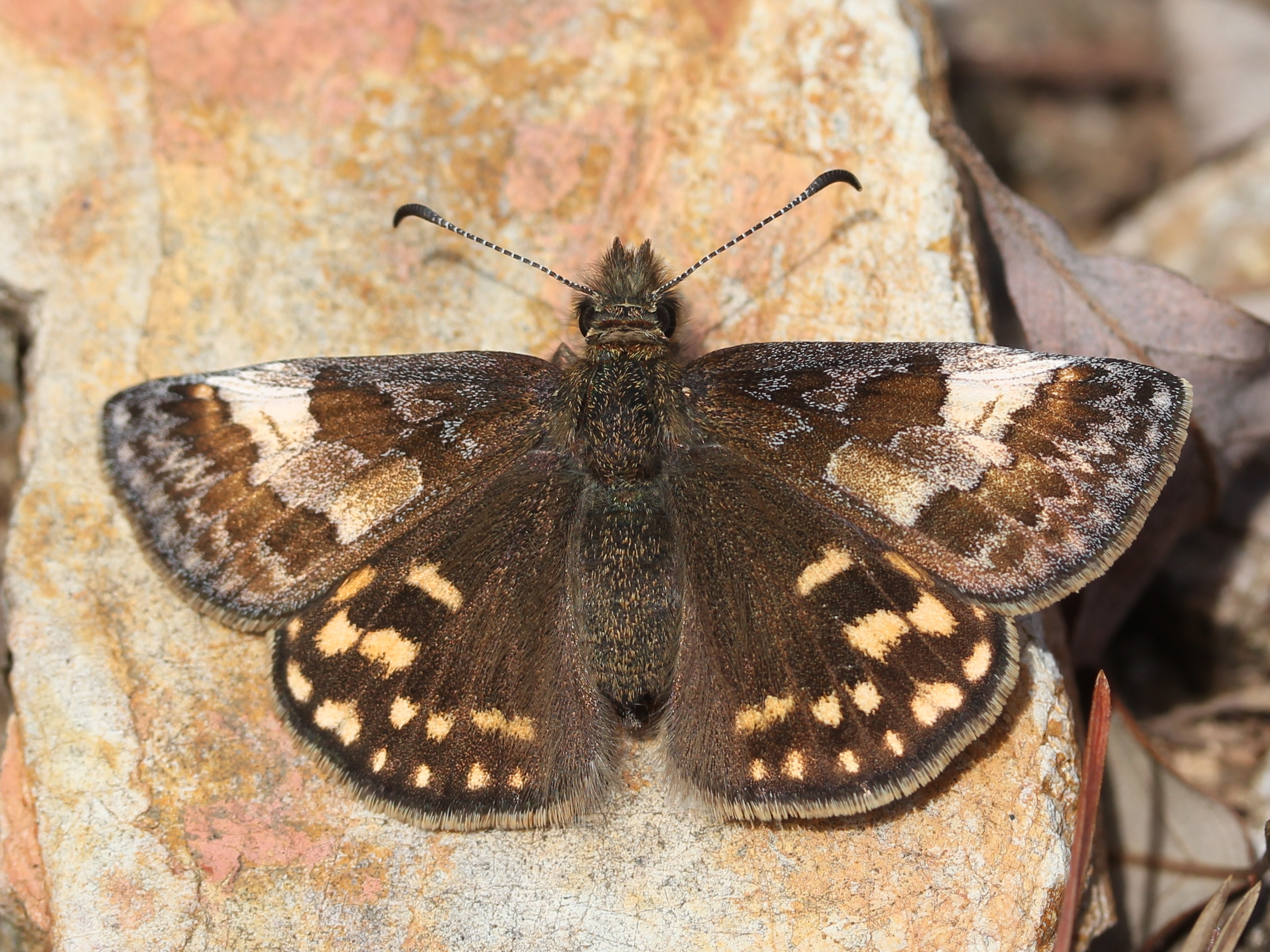
Erynnis montanus
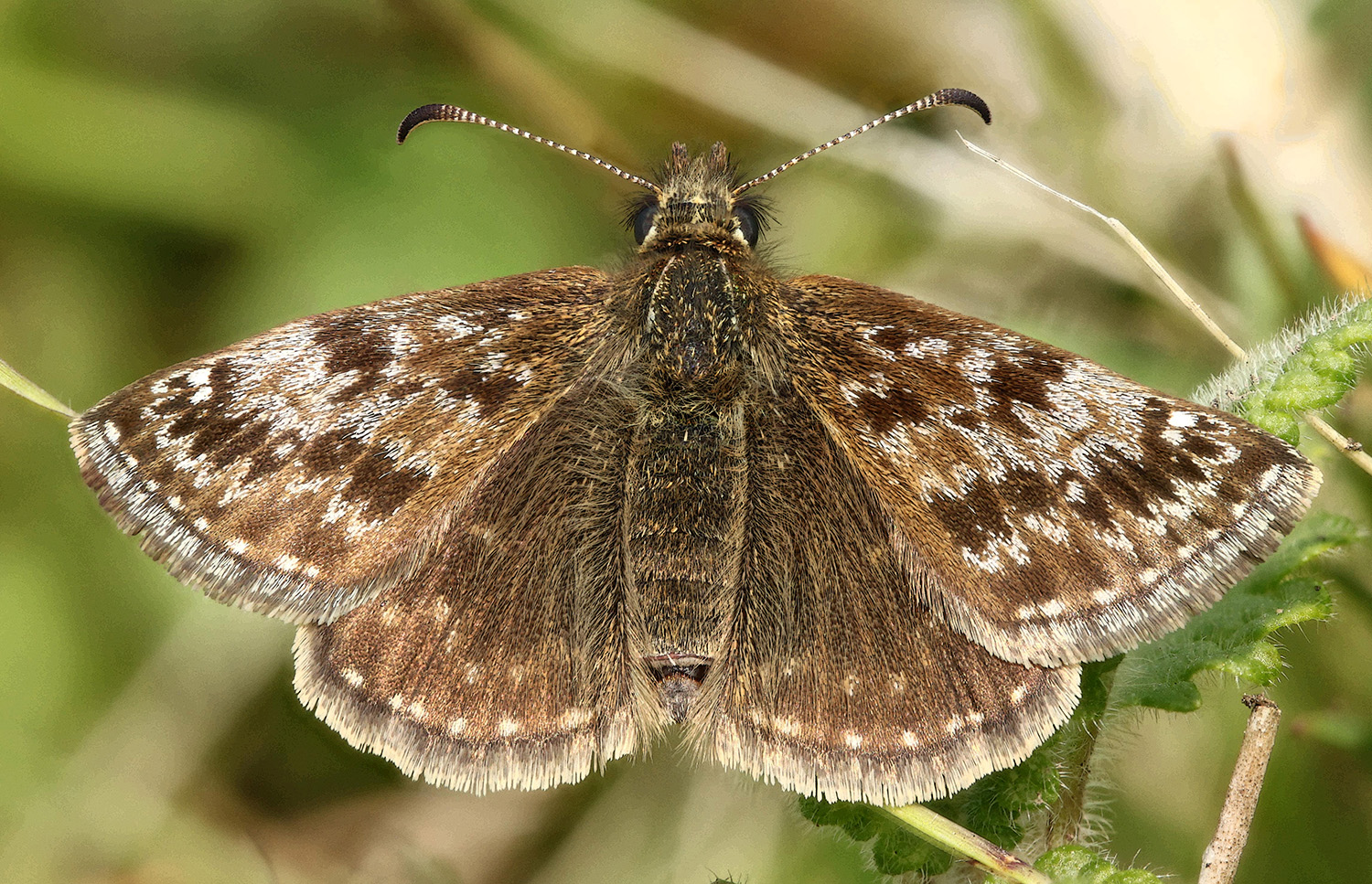
Erynnis tages
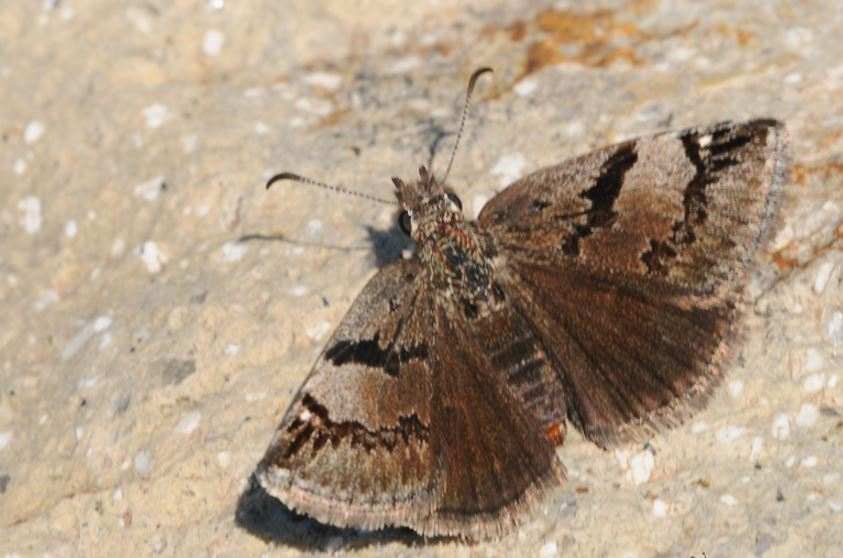
Erynnis marloyi
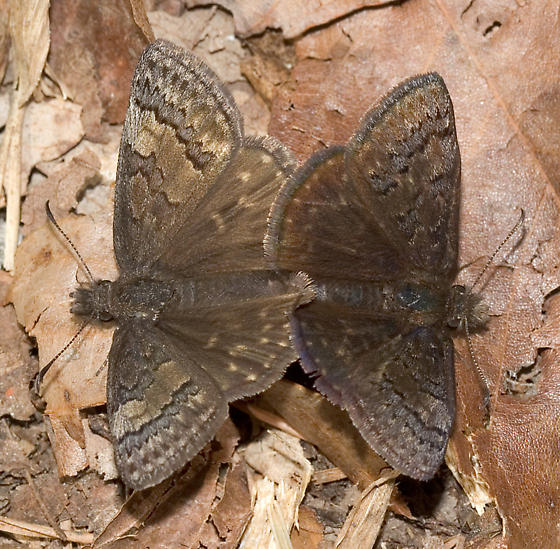
Erynnis brizo
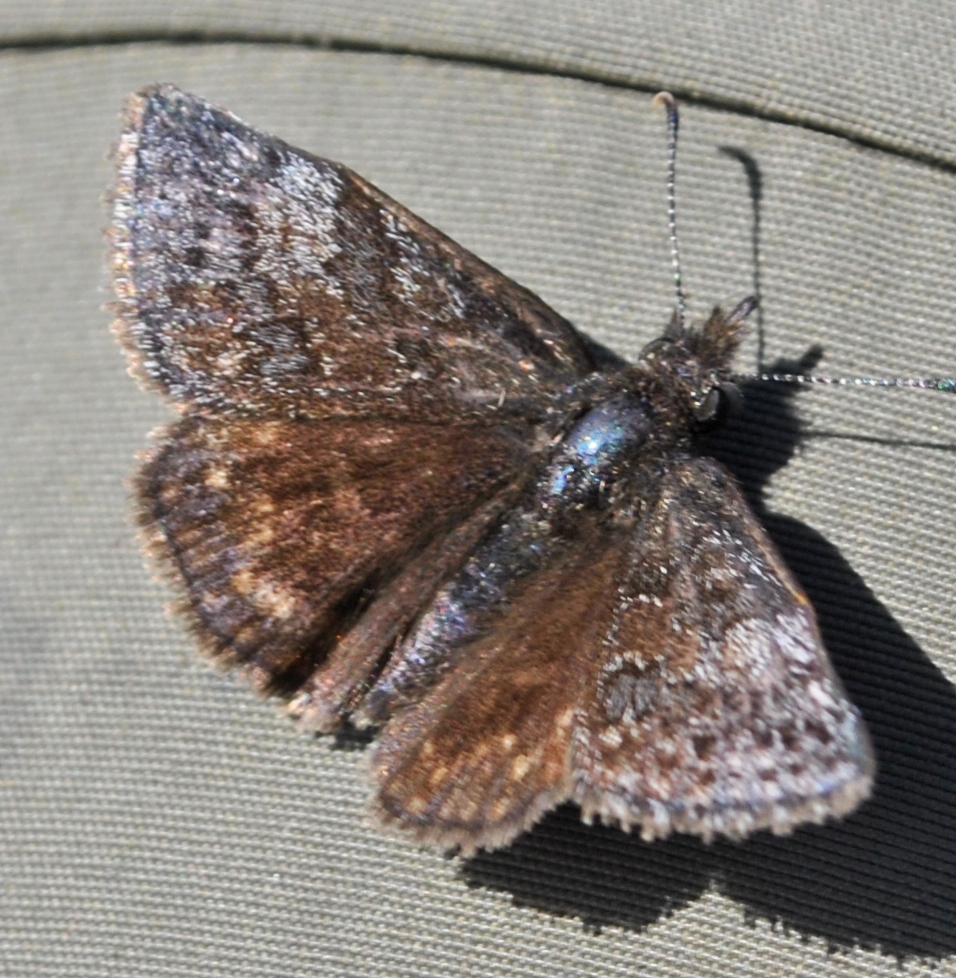
Erynnis icelus
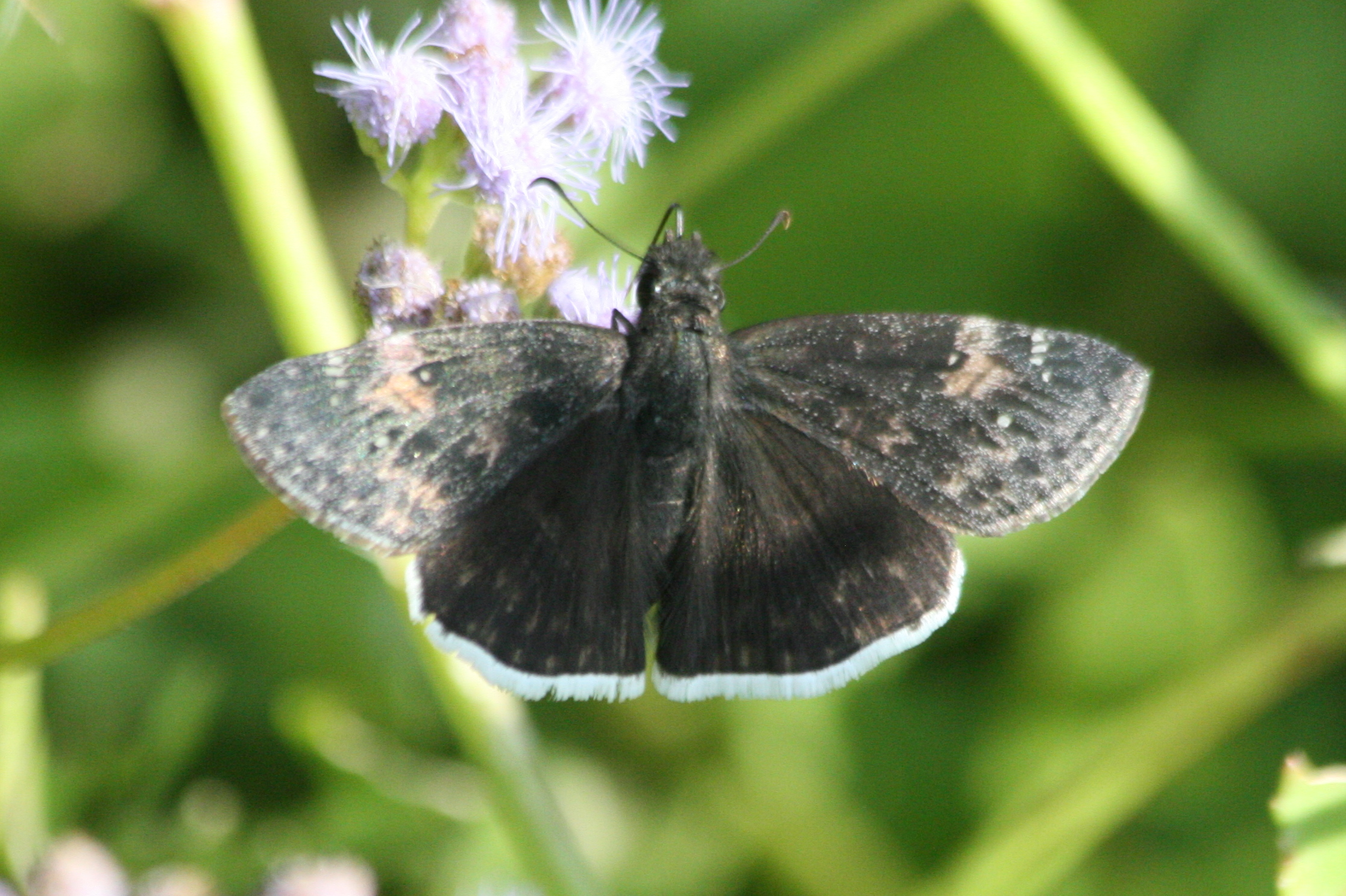
Erynnis funeralis
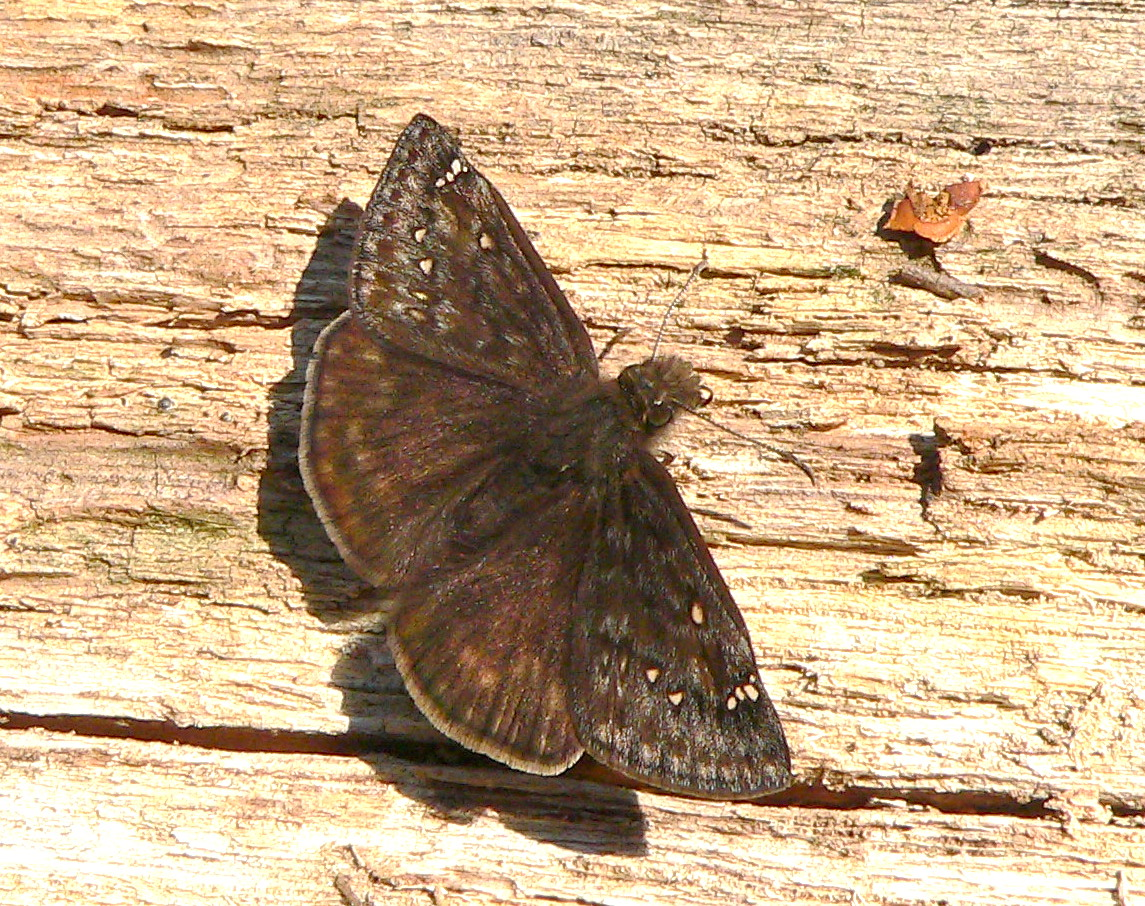
Erynnis horatius
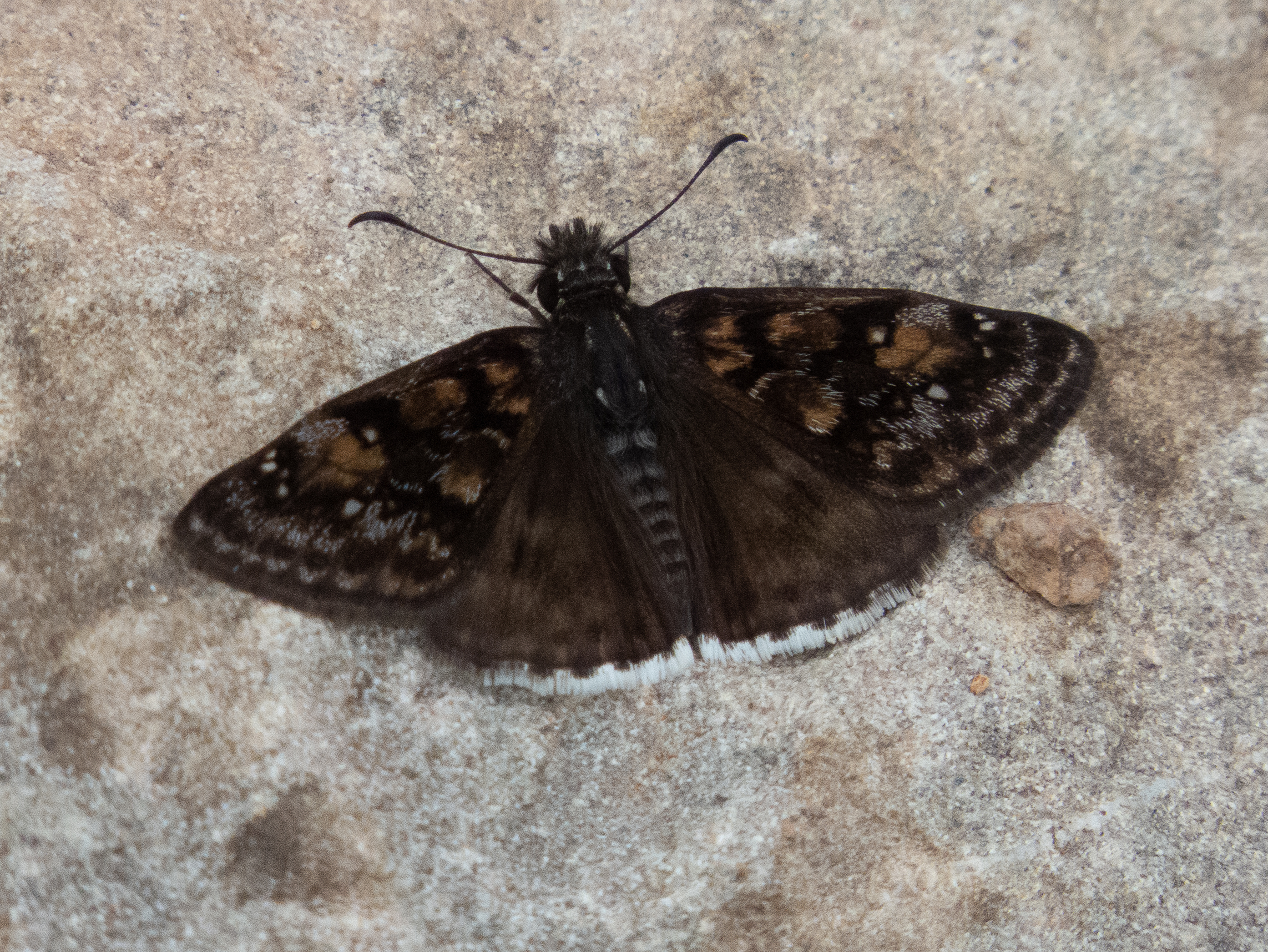
Erynnis juvenalis
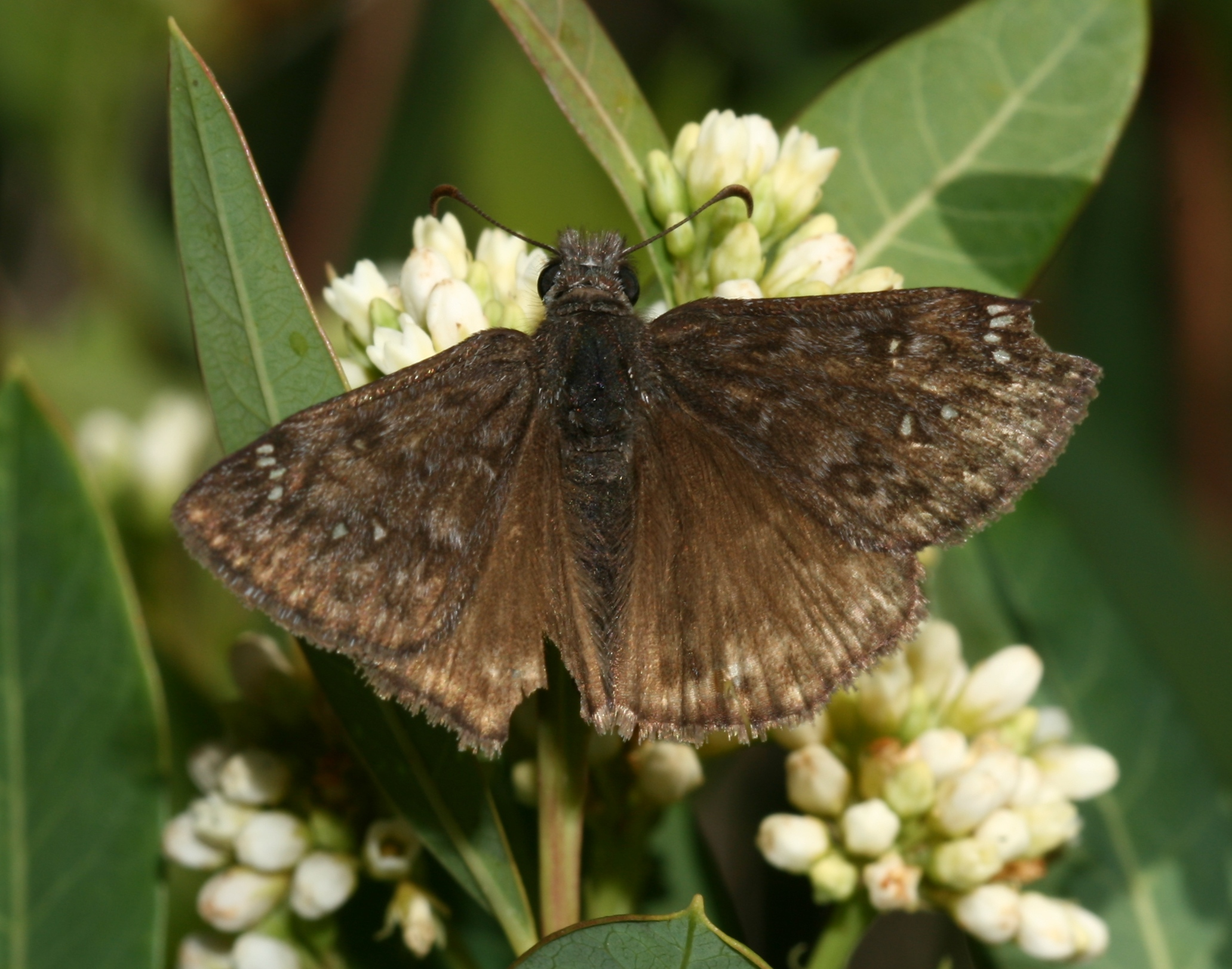
Erynnis propertius
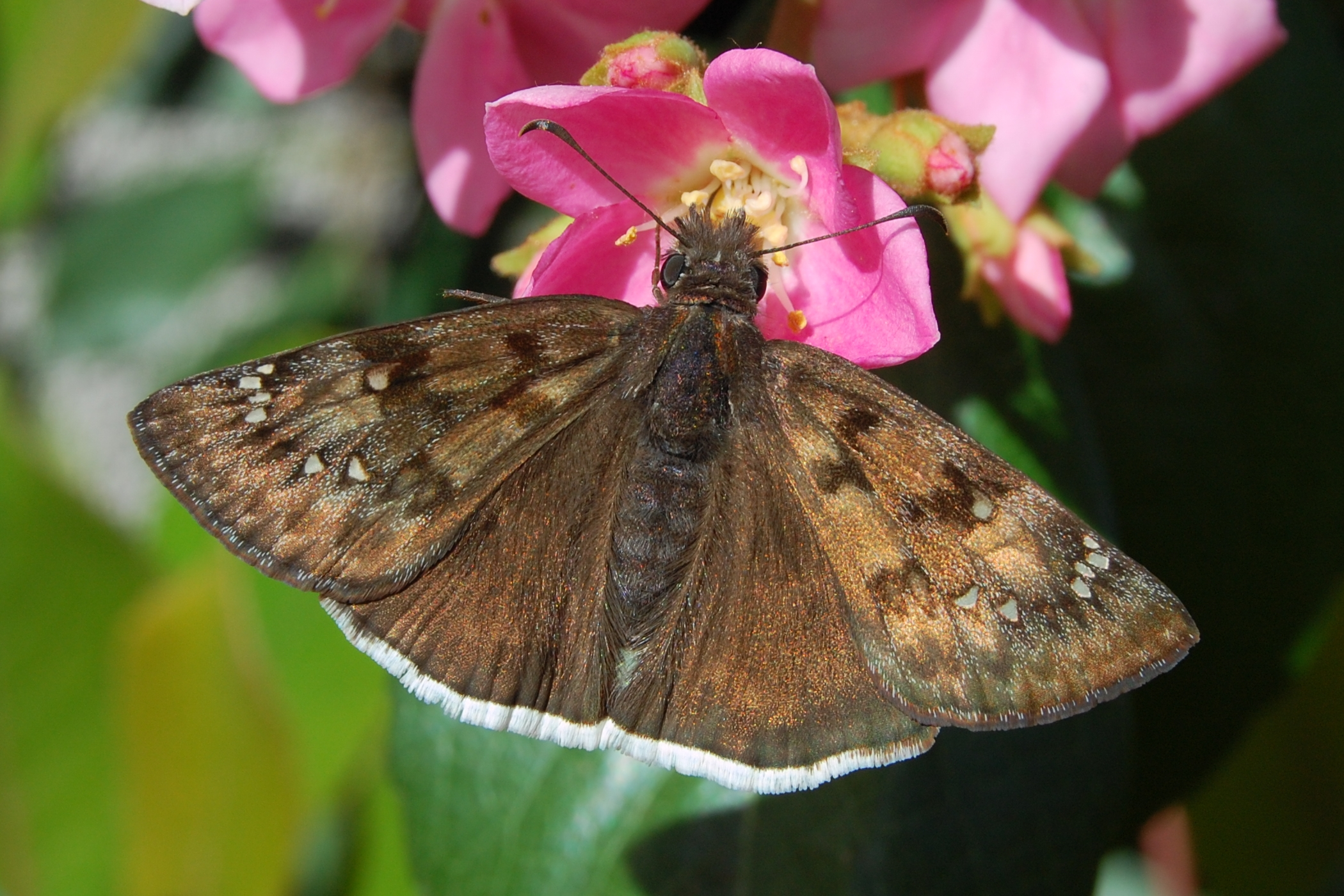
Erynnis tristis
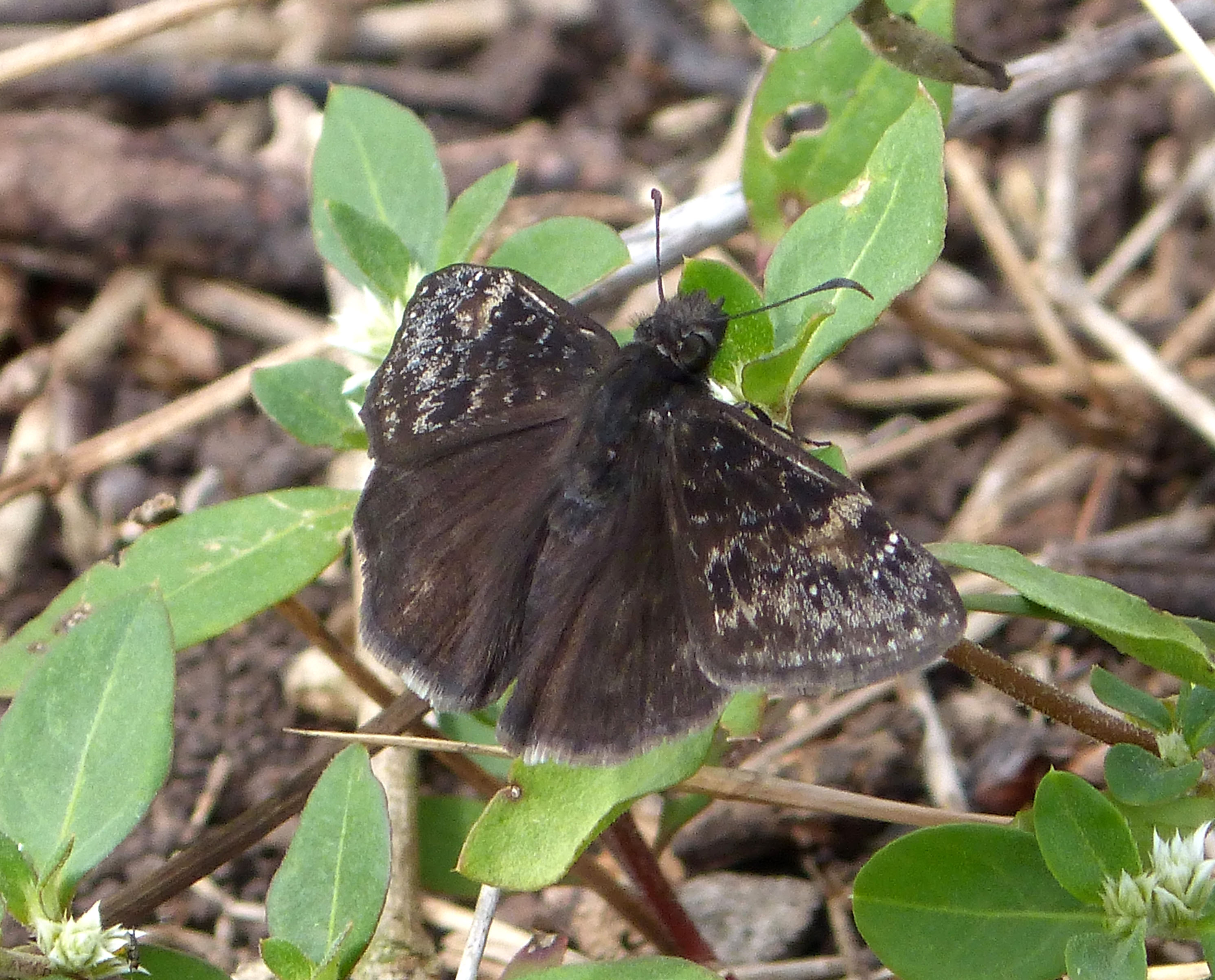
Erynnis zarucco
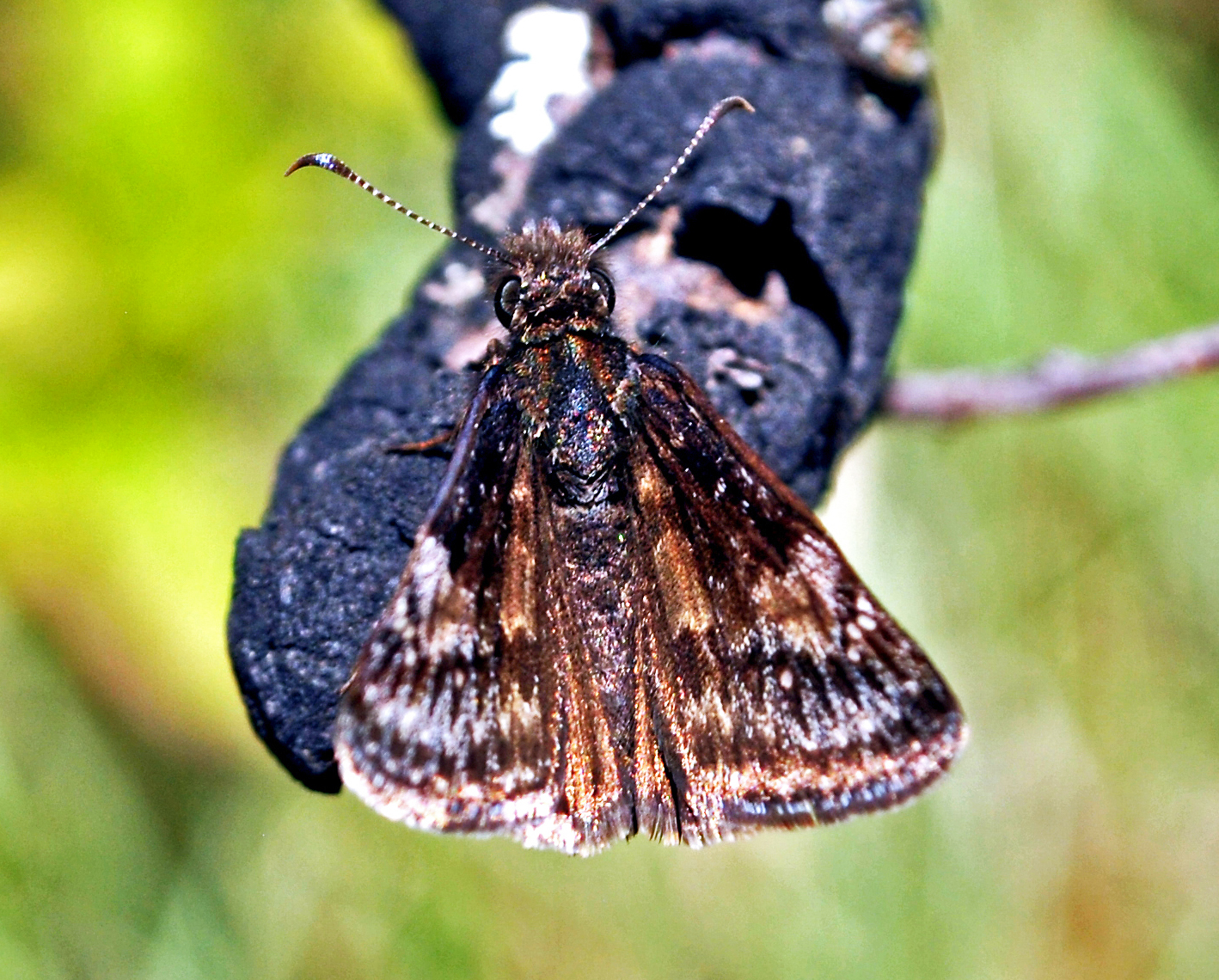
Erynnis lucilius
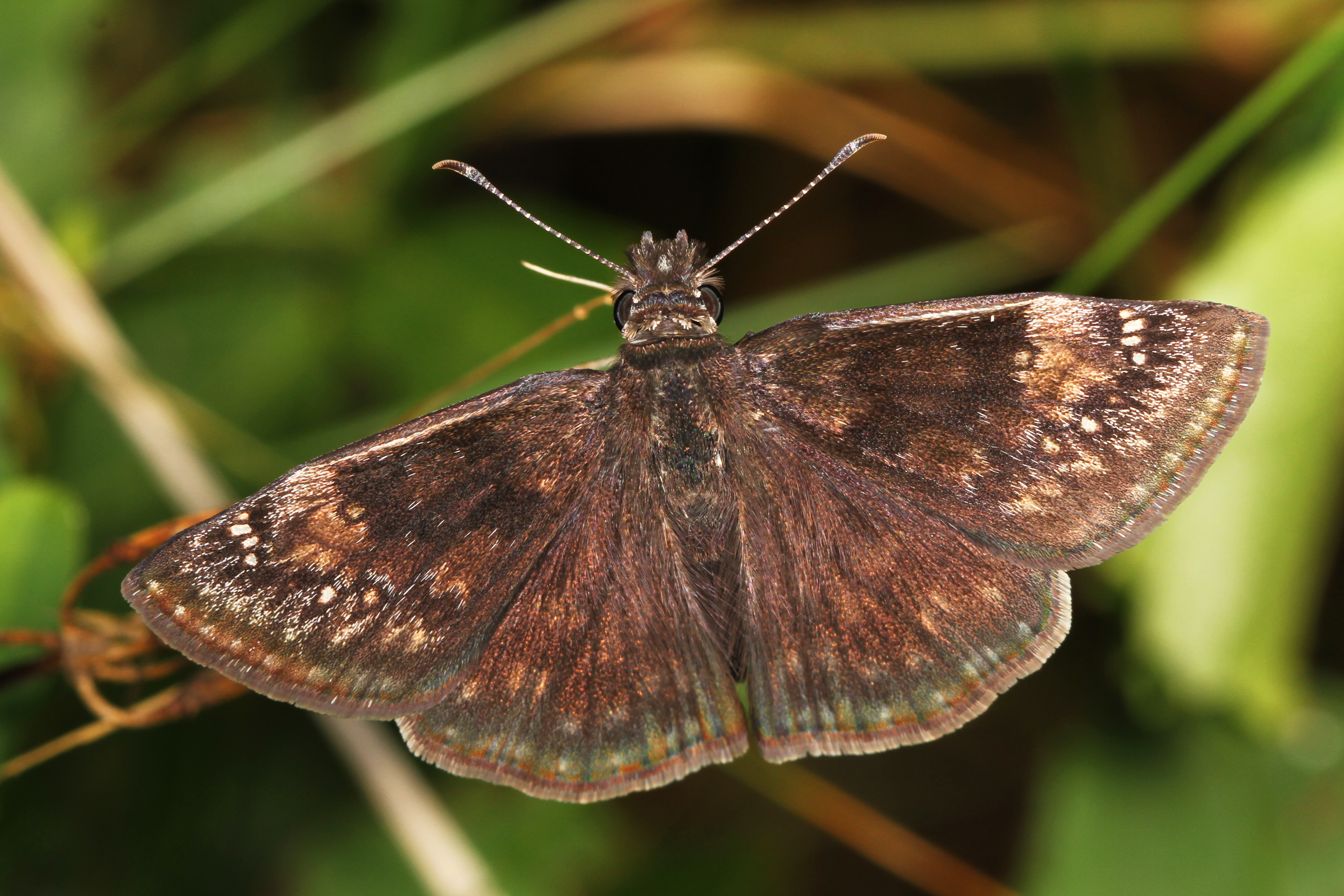
Erynnis baptisiae
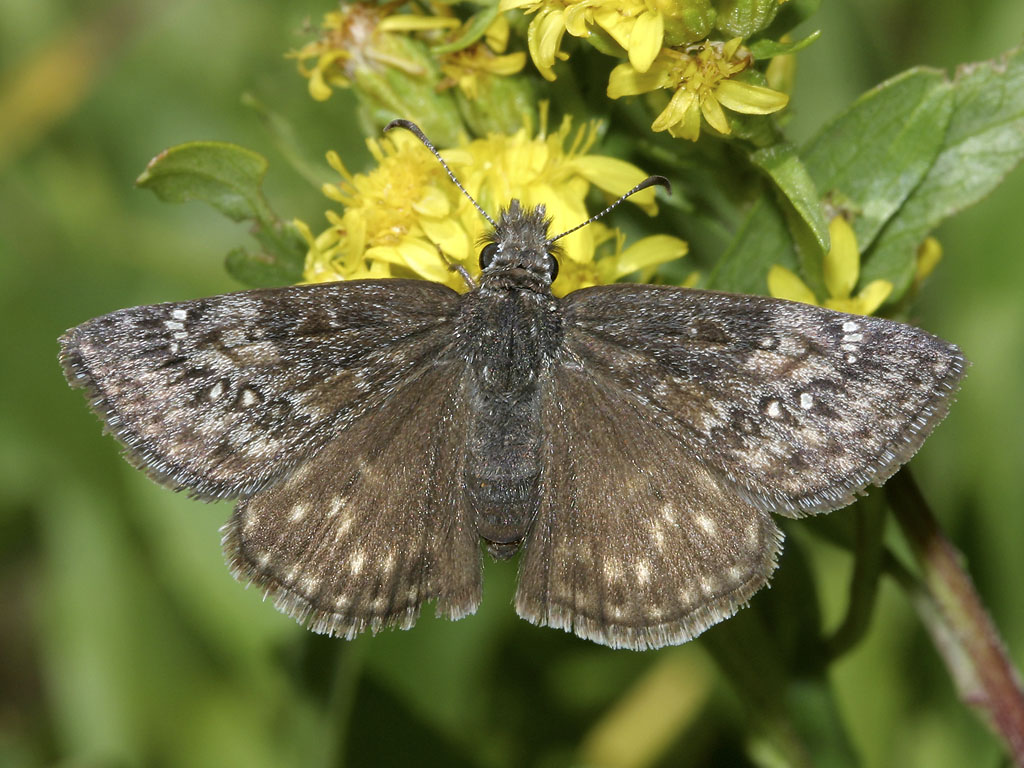
Erynnis persius

## Taxonomie
Le genre Erynnis a été décrit par le naturaliste allemand Franz von Paula Schrank en 1801.
Son espèce type est Papilio tages Linnaeus, 1758.
Il admet les synonymes suivants :
- Thymele Fabricius, 1807
- Thymale Oken, 1815
- Astycus Hübner, 1822
- Thanaos Boisduval, [1834]
- Hallia Tutt, 1906
- Erynnides Burns, 1964